# Кавальйо-Спочча
Кавальйо-Спочча (італ. Cavaglio-Spoccia, п'єм. Cavaj e Spòcia) — муніципалітет в Італії, у регіоні П'ємонт,  провінція Вербано-Кузіо-Оссола.
Кавальйо-Спочча розташоване на відстані близько 560 км на північний захід від Рима, 140 км на північний схід від Турина, 20 км на північний схід від Вербанії.
Населення — 259 осіб (2014).
Покровитель — San Giovanni Evangelista.

## Демографія
Населення за роками:

Станом на 31 грудня 2014 року в муніципалітеті офіційно проживали 24 іноземці з 8 країн, серед них 13 громадян країн Євросоюзу.

## Сусідні муніципалітети
- Бриссаго
- Каннобіо
- Курсоло-Орассо
- Фальмента
- Гурро
- Паланьєдра